# Paul Söding
Paul Heinrich Söding (* 20. Februar 1933 in Dresden) ist ein deutscher Physiker, der vor allem durch seine Arbeit auf dem Gebiet der experimentellen Elementarteilchenphysik bekannt ist.

## Leben und Wirken
Paul Söding studierte Physik an den Universitäten Hamburg und München. In Hamburg war er einer der ersten Diplomanden von Willibald Jentschke. 1964 wurde er an der Universität Hamburg mit der Arbeit Elastische Streuung und Einfach-Pion-Erzeugung durch pp̄-Wechselwirkung bei 3.6 GeV/c. promoviert. Anschließend forschte er an der University of California, Berkeley, an der Cornell University in New York und am Europäischen Kernforschungszentrum CERN.
1969 wurde er Leitender Wissenschaftler beim Deutschen Elektronen-Synchrotron (DESY) in Hamburg. Dort gelang ihm mit seinen Kollegen 1979 mit dem Teilchenbeschleuniger „PETRA“ erstmals der Nachweis eines Gluons. Von 1982 bis 1991 war er als Forschungsdirektor insbesondere für den Aufbau der Speicherringanlage „HERA“ verantwortlich. 1986 wurde er Fellow der American Physical Society. Er ist auswärtiges Mitglied der Polnischen Akademie der Gelehrsamkeit (Polska Akademia Umiejętności).
Paul Söding übernahm 1992 die Leitung des DESY Zeuthen und siedelte nach Königs Wusterhausen über. Dabei ist es „durch seinen Einsatz … gelungen …, den Forschungsstandort Zeuthen in eine weltweit anerkannte Position zu bringen.“
1998 wurde er emeritiert. Er war anschließend an der Humboldt-Universität zu Berlin tätig.

## Auszeichnungen
- 1995: High Energy and Particle Physics Prize der EPS
- 2001: Bundesverdienstkreuz 1. Klasse[6][7]

## Schriften
- Elastische Streuung und Einfach-Pion-Erzeugung durch pp̄-Wechselwirkung bei 3.6 GeV/c. Dissertation. Universität Hamburg 1964, OCLC 878374463.
- mit Günter Wolf: Experimental evidence on QCD. In: Annual Review Nucl. Part. Sci. Band 31, 1981, S. 231–293.
- mit Ahmed Ali (Hrsg.): High Energy Electron-Positron Physics. World Scientific, Singapur 1988, ISBN 9971-50-260-7.
- mit Erich Lohrmann: Von schnellen Teilchen und hellem Licht. 50 Jahre Deutsches Elektronen-Synchrotron DESY. Wiley-VCH, Weinheim 2009, ISBN 978-3-527-40990-7 (online, PDF; 57 MB).
- On the discovery of the gluon. In: The European Physical Journal. Heft 35, 2010, S. 3–28, doi:10.1140/epjh/e2010-00002-5.